# سرباز دزد
سرباز دزد یا پلیس دزد(به هندی: Chor Sipahee) فیلمی هندی محصول سال ۱۹۷۷ و به کارگردانی پرایاگ راج است. در این فیلم بازیگرانی همچون شاشی کاپور، وینود کانا، پروین بابی و شبانه اعظمی ایفای نقش کرده‌اند.